# Serey Die
Geoffroy Serey Dié uváděný i jako Sereso Geoffroy Gonzaroua Dié či Serey Geoffroy Gnozaroua Dié a známý jako Serey Dié (* 7. listopadu 1984, Abidžan) je fotbalový záložník z Pobřeží slonoviny, v současnosti hráč klubu VfB Stuttgart. Nastupuje i za fotbalovou reprezentaci Pobřeží slonoviny.

## Klubová kariéra
Mimo Pobřeží slonoviny hrál v Tunisku, Alžírsku, Švýcarsku a Německu.

## Reprezentační kariéra
V A-mužstvu Pobřeží slonoviny debutoval 23. 3. 2013 v kvalifikačním zápase proti týmu Gambie (výhra 3:0).
Zúčastnil se Mistrovství světa 2014 v Brazílii, kde reprezentace Pobřeží slonoviny vypadla v základní skupině C.
Představil se na Africkém poháru národů 2015 v Rovníkové Guineji, kde se s týmem probojoval do finále proti Ghaně a získal zlatou medaili. Finálové utkání se po výsledku 0:0 rozhodovalo v penaltovém rozstřelu a skončilo poměrem 9:8. Dié svůj pokus proměnil.